# Emil Artin
Emil Artin (Viena, 3 de marzo de 1898-Hamburgo, 20 de diciembre de 1962) fue un matemático austriaco, con orígenes armenios que inició su carrera en Alemania, en la Universidad de Gotinga, y en 1923 se trasladó a la Universidad de Hamburgo.
La amenaza nazi le obligó a emigrar a Estados Unidos en 1937 donde estuvo en la Universidad de Indiana (1938-1946) y en la Universidad de Princeton (1946-1958). Es el padre de Michael Artin, un algebrista estadounidense actualmente en el Instituto de Tecnología de Massachusetts (MIT).
Fue uno de los mejores y más influyentes algebristas del siglo XX, llegando a solucionar el problema 17 de la lista de los problemas de Hilbert. Trabajó en la teoría de números, contribuyó a la teoría algebraica de los anillos asociativos y los números hipercomplejos. 
Su actividad científica se centró de forma particular en la aritmética analítica y teórica de los campos de números cuadráticos. En 1944 descubrió anillos de condiciones mínimas paraideales, los llamados en su honor anillos artinianos. Sus contribuciones a las matemáticas se hallan expresadas en sus obras Theorie der Gammafunktion (1931), Galois Theory (1942), Geometric Algebra (1957) y The Collected Papers (1965).
Emil Artin falleció en 1962, en Hamburgo, Alemania.

## Obra
- Algebra geométrica.[5]

- Collected papers. Addison-Wesley, 1965 (ed. Lang, Tate)

- Quadratische Körper im Gebiete der höheren Kongruenzen. 1921 (Doktorarbeit). In: Mathematische Zeitschrift 19: 153-246, 1924.

- Über eine neue Art von L-Reihen. Abh. Math. Seminar Hamburgo 1923

- Beweis des allgemeinen Reziprozitätsgesetzes. Abh.Math. Seminar Hamburgo 1927

- Galoistheorie. Deutsch-Taschenbücher, Thun, 3.ª ed. 1988 (ingl. Galois theory. 1942)

- Rings with minimum condition. (1948) con Cecil J. Nesbitt y Robert M. Thrall

- Geometric algebra. 5ª ed. Interscience 1966 (zuerst 1957)

- Class field theory. 1967, con John T. Tate (Vorlesungen 1951/2)

- Algebraic numbers and algebraic functions. Nelson 1968

- Introduction to algebraic topology. Columbus/Ohio, Merrill 1969 (con conferencias correspondientes de Hel Braun 1964)

- Algebra 1,2. Universität Hamburg 1961/2

- Elements of algebraic geometry. Courant Institute, New York 1955

- Einführung in die Theorie der Gammafunktion. Teubner 1931

- Artin, Emil (1964) [1931], The gamma function., Athena Series: Selected Topics in Mathematics, New York-Toronto-London: Holt, Rinehart and Winston, MR 0165148. reimpreso (Artin, 2007)

Algunas obras de Artin están en línea:
- Artin: Über Zetafunktion gewisser algebraischer Zahlkörper. (enlace roto disponible en Internet Archive; véase el historial, la primera versión y la última). In: Mathematische Annalen, 1923

- Artin, Hasse: Über den zweiten Ergänzungssatz zum Reziprozitätsgesetzt der l-ten Potenzreste im Körper k der l-ten Einheitswurzeln und in Oberkörpern von k. (enlace roto disponible en Internet Archive; véase el historial, la primera versión y la última). In: Journal reine angewandte Math., 1925

- Artin: Galois Theory. Notre Dame Lecture Notes